# Giải vô địch bóng đá nữ châu Phi 2014
Giải vô địch bóng đá nữ châu Phi 2014 diễn ra tại Namibia từ 11 tháng 10 đến 25 tháng 10 năm 2014. Giải được tổ chức nhằm chọn ra ba đại diện của khu vực châu Phi tham dự Giải vô địch bóng đá nữ thế giới 2015.
Đương kim vô địch Guinea Xích Đạo không tham dự giải sau khi không thể vượt qua vòng loại.

## Địa điểm
| Windhoek             | Windhoek | Windhoek                |
| -------------------- | -------- | ----------------------- |
| Sân vận động Độc lập | Windhoek | Sân vận động Sam Nujoma |
| Sức chứa: 25.000     | Windhoek | Sức chứa: 10.300        |
|                      | Windhoek |                         |

## Vòng loại
Có 25 đội tuyển tham dự vòng loại. Ở vòng sơ loại, 22 đội tuyển được phân cặp. Mười một đội tuyển đi tiếp, cùng ba đội tuyển được miễn vòng sơ loại, được chia thành bảy cặp. Bảy đội chiến thắng lọt vào vòng chung kết.

## Vòng bảng
Giờ thi đấu là UTC+2.

### Bảng A
| VT | Đội         | ST | T | H | B | BT | BB | HS  | Đ | Giành quyền tham dự |
| -- | ----------- | -- | - | - | - | -- | -- | --- | - | ------------------- |
| 1  | Nigeria     | 3  | 3 | 0 | 0 | 12 | 2  | +10 | 9 | Vòng knockout       |
| 2  | Bờ Biển Ngà | 3  | 1 | 1 | 1 | 6  | 6  | 0   | 4 | Vòng knockout       |
| 3  | Namibia (H) | 3  | 1 | 0 | 2 | 3  | 5  | −2  | 3 |                     |
| 4  | Zambia      | 3  | 0 | 1 | 2 | 1  | 9  | −8  | 1 |                     |

| Namibia                 | 2–0      | Zambia |
| ----------------------- | -------- | ------ |
| Williams 4' · Adams 21' | Chi tiết |        |

| Nigeria                                               | 4–2      | Bờ Biển Ngà                            |
| ----------------------------------------------------- | -------- | -------------------------------------- |
| Sunday 11' · Diakité 54' (l.n.) · Oparanozie 74', 86' | Chi tiết | F. Coulibaly 21' (ph.đ.) · Lohoues 75' |

| Zambia | 0–6      | Nigeria                                                                       |
| ------ | -------- | ----------------------------------------------------------------------------- |
|        | Chi tiết | Okobi 2' · Ohale 6' · Oparanozie 25' (ph.đ.), 81' · Oshoala 64' · Nkwocha 84' |

| Bờ Biển Ngà               | 3–1      | Namibia     |
| ------------------------- | -------- | ----------- |
| Nahi 13' · Nrehy 84', 90' | Chi tiết | Coleman 20' |

| Namibia | 0–2      | Nigeria                  |
| ------- | -------- | ------------------------ |
|         | Chi tiết | Ofoegbu 36' · Ordega 38' |

| Zambia    | 1–1      | Bờ Biển Ngà |
| --------- | -------- | ----------- |
| Banda 58' | Chi tiết | Nahi 3'     |

### Bảng B
| VT | Đội      | ST | T | H | B | BT | BB | HS | Đ | Giành quyền tham dự |
| -- | -------- | -- | - | - | - | -- | -- | -- | - | ------------------- |
| 1  | Cameroon | 3  | 2 | 0 | 1 | 3  | 1  | +2 | 6 | Vòng knockout       |
| 2  | Nam Phi  | 3  | 1 | 1 | 1 | 6  | 3  | +3 | 4 | Vòng knockout       |
| 3  | Ghana    | 3  | 1 | 1 | 1 | 2  | 2  | 0  | 4 |                     |
| 4  | Algérie  | 3  | 1 | 0 | 2 | 2  | 7  | −5 | 3 |                     |

| Nam Phi | 0–1      | Cameroon    |
| ------- | -------- | ----------- |
|         | Chi tiết | Feudjio 86' |

| Algérie   | 1–0      | Ghana |
| --------- | -------- | ----- |
| Affak 87' | Chi tiết |       |

| Cameroon                     | 2–0      | Algérie |
| ---------------------------- | -------- | ------- |
| Enganamouit 17', 61' (ph.đ.) | Chi tiết |         |

| Ghana      | 1–1      | Nam Phi       |
| ---------- | -------- | ------------- |
| Cudjoe 45' | Chi tiết | Nongwanya 19' |

| Nam Phi                                                   | 5–1      | Algérie   |
| --------------------------------------------------------- | -------- | --------- |
| Dlamini 36' · Modise 41', 87' · Mollo 70' · Makhabane 82' | Chi tiết | Affak 90' |

| Cameroon | 0–1      | Ghana      |
| -------- | -------- | ---------- |
|          | Chi tiết | Cudjoe 53' |

## Vòng đấu loại trực tiếp
|  | Bán kết           | Bán kết  |               |   | Chung kết | Chung kết |
|  |                   |          |               |   |           |           |
|  | 22 tháng 10       |          |               |   |           |           |
|  |                   |          |               |   |           |           |
|  | Nigeria           | 2        |               |   |           |           |
|  | Nigeria           | 2        | 25 tháng 10   |   |           |           |
|  | Nam Phi           | 1        |               |   |           |           |
|  | Nam Phi           | 1        | Nigeria       | 2 |           |           |
|  | 22 tháng 10       |          | Nigeria       | 2 |           |           |
|  |                   | Cameroon | 0             |   |           |           |
|  | Cameroon (s.h.p.) | Cameroon | 0             | 2 |           |           |
|  | Cameroon (s.h.p.) |          |               | 2 |           |           |
|  | Bờ Biển Ngà       | 1        |               |   |           |           |
|  | Bờ Biển Ngà       | 1        | Tranh hạng ba |   |           |           |
|  |                   |          |               |   |           |           |
|  | 25 tháng 10       |          |               |   |           |           |
|  |                   |          |               |   |           |           |
|  | Nam Phi           | 0        |               |   |           |           |
|  | Nam Phi           | 0        |               |   |           |           |
|  | Bờ Biển Ngà       | 1        |               |   |           |           |

### Bán kết
| Nigeria          | 2–1      | Nam Phi  |
| ---------------- | -------- | -------- |
| Oshoala 38', 45' | Chi tiết | Jane 67' |

| Cameroon                     | 2–1 (s.h.p.) | Bờ Biển Ngà |
| ---------------------------- | ------------ | ----------- |
| Enganamouit 60' · Manie 118' | Chi tiết     | Nrehy 65'   |

### Tranh hạng ba
| Nam Phi | 0–1      | Bờ Biển Ngà |
| ------- | -------- | ----------- |
|         | Chi tiết | Guehai 84'  |

### Chung kết
| Nigeria                      | 2–0      | Cameroon |
| ---------------------------- | -------- | -------- |
| Oparanozie 12' · Oshoala 43' | Chi tiết |          |